# Label (comando)
Em computação, label (rótulo, em português) é um comando incluído em alguns sistemas operacionais (por exemplo, DOS, OS/2 e Microsoft Windows). É usado para criar, alterar ou remover um rótulo de volume em uma unidade lógica, como uma partição de disco rígido ou um disquete.  Usado sem parâmetros, label altera o rótulo de volume atual ou remove o rótulo existente.
No Unix e em outros sistemas operacionais do tipo Unix, o nome do comando equivalente difere de sistema de arquivos para sistema de arquivos. Por exemplo, o comando e2label pode ser usado para partições ext2.

## Sintaxe
```
LABEL [unidade:][rótulo]
LABEL [/MP] [volume] [rótulo]
```

Argumentos:
- unidade: Este argumento de linha de comando especifica a letra de uma unidade.
- rótulo Especifica o rótulo do volume.
- volume Especifica a letra de unidade (seguida por dois pontos), ponto de montagem ou nome de volume.

Sinalizadores (flags):
- /MP Especifica que o volume deve ser tratado como um ponto de montagem ou nome de volume.

Observação: Se o nome de volume for especificado, o sinalizador /MP é desnecessário.

## Exemplo
```
C:\Users\root>
label D: Backup

```

## Sistemas de arquivos suportados
- FAT12
- FAT16
- FAT32
- exFAT
- NTFS

## Limitações

### Rótulos de volume FAT
- Os rótulos de volume podem conter até 11 bytes de caracteres e podem incluir espaços, mas não tabulações. Os caracteres estão na página de códigos OEM do sistema que criou o rótulo.
- Os rótulos de volume não podem conter os seguintes caracteres: ? / \ | . , ; : + = [ ] < > "
- Os rótulos de volume são armazenados como maiúsculos, independentemente de conterem letras minúsculas.

### Rótulos de volume NTFS
- Rótulos de volume podem conter até 32 caracteres Unicode.